# Escudo de La Ampolla

Representación del escudo de armas de Ampolla.

El escudo de armas de Ampolla, adoptado en 1990 tras la constitución del municipio, se describe según la terminología precisa de la heráldica, por el siguiente blasón:

De azur, un faro, de argén, encendido de oro; cortinado de sinople, perfilado de argén.

La composición se compone por tanto de una parte central en forma de un triángulo con su vértice tocando la parte superior del contorno del escudo, de color azul sobre la cual  figura la imagen de un faro de color blanco o plata, con su parte de iluminación en amarillo. Las partes laterales dentro del contorno y que forman una capa (mantelado) van de color verde con una franja estrecha de color blanco hacia la parte interior del escudo (perfilado).
Se trata de un escudo de carácter emblemático tanto por su composición geométrica como por la figura del faro, evocando al puerto pesquero y deportivo del municipio y su carácter de refugio.
El diseño del conjunto suele presentarse en un contorno en forma de cuadrado apoyado sobre una de sus aristas (escudo de ciudad), y acompañado en la parte superior de un timbre según la configuración muy difundida en Cataluña al haber sido adoptada por la  administración en sus recomendaciones para el diseño oficial.
Su uso fue aprobado oficialmente por la Generalidad de Cataluña por Decreto de 20 de marzo de 1992 y publicado en el DOGC el 30 del mismo mes con el número 1575.